# BG Klinik Tübingen

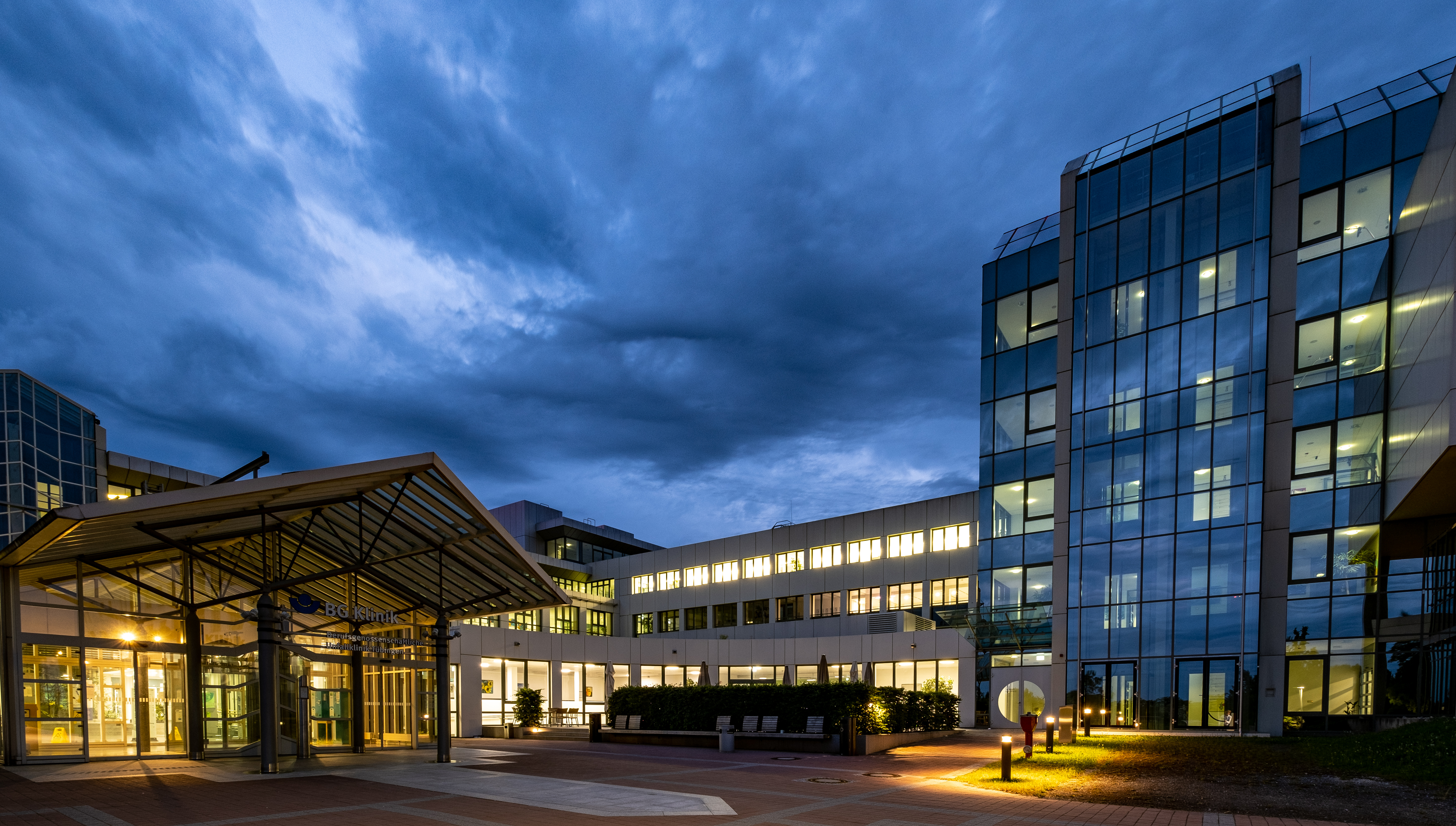
BG-Klinik in Tübingen

Die BG Klinik Tübingen ist eine BG Klinik in Baden-Württemberg. Sie gehört zu der BG Kliniken – Klinikverbund der gesetzlichen Unfallversicherung gGmbH.

## Lage
Die Gebäude der BG Klinik liegen auf halber Höhe zwischen dem Crona-Klinikum und der Morgenstelle auf dem Schnarrenberg in unmittelbar Nachbarschaft zu den Gebäuden des Universitätsklinikums Tübingen.

## Geschichte
Der Grundstein für die Klinik wurde 1955 gelegt, woraufhin sie zwei Jahre später eröffnet wurde.
Die Klinik verfügt über 340 Planbetten auf 8 Stationen und beschäftigt 1307 Mitarbeiter. Zusammen mit dem Universitätsklinikum Tübingen ist die BG Klinik als überregionales Traumazentrum des Trauma Netzwerks Südwürttemberg zertifiziert. 2019 belegte die Klinik den zwölften Platz im Krankenhausranking des F.A.Z.-Instituts in der Kategorie „300 bis unter 500 Betten“.

## Kennzahlen
- Patientenzahl stationär: 9.771[8] pro Jahr
- Patientenzahl ambulant: 40.575[9] pro Jahr
- Operative Eingriffe: 11.000 pro Jahr[5]

## Ärztliche Direktoren
- Lothar Kreuz (1957–1965)
- Wolfgang Heipertz (1966–1969)
- Siegfried Weller (1969–1996)
- Kuno Weise (1996–2010)
- Ulrich Stöckle (2011–2019)[2]
- Andreas Badke (kommissarisch) (2019–2020)
- Tina Histing (seit 2020)[10]